# 여름 (1999년)
여름(본명: 이여름, 1999년 1월 10일 ~ )은 대한민국의 걸 그룹 우주소녀의 메인댄서이다. 스타쉽엔터테인먼트에서 연습생 생활을 거쳐 2016년 우주소녀로 데뷔하였다.

## 출연

### 드라마
- 2023년 웹드라마 《준과 준》 ... 이주하 역